# Ostreopsis
Genre
Ostreopsis est un genre de dinophycées de la famille des Ostreopsidaceae présent dans l'environnement maritime. La prolifération des espèces de ce genre est connue notamment pour le risque toxique en santé humaine et animale.

## Ostreopsis
Le genre Ostreopsis a été créé en 1901 par J. Schmidt lors de sa description de l'espèce Ostreopsis siamensis. Il avait isolé ce genre d'algue parmi le phytoplancton du golfe du Siam. En 1981, Fukuyo a apporté des précisions et quelques rectifications par rapport à la publication de Schmidt datant de quatre-vingt ans auparavant et a ajouté deux autres espèces: O. lenticularis et O. ovata. Depuis cette date, huit autres espèces ont été caractérisées.

## Distribution et habitat
Les différentes espèces d'algues du genre Ostreopsis ont été isolées à partir de différents types d'habitats. L'espèce type, O. siamensis a été originellement retrouvée au milieu du plancton mais depuis, d'autres espèces du genre Ostreopsis ont été retrouvées dans les habitats benthiques, c'est-à-dire plutôt vers le fond des milieux aquatiques. Les Ostreopsis se retrouvent surtout dans des mers tempérées avec de fortes proliférations durant l'été. Les deux seules espèces retrouvées dans la Méditerranée sont les espèces O. siamensis et O. ovata.

## Toxicité
Les algues du genre Ostreopsis font partie de l'embranchement des dinoflagellés qui produisent des toxines pouvant être ingérées par les animaux. Cela pose des problèmes de santé publique et des dommages économiques à la pêche et aux activités balnéaires.

La palytoxine est un metabolite du dinoflagellé Ostreopis siamensis.

Certaines espèces du genre Ostreopsis, comme O. siamensis, O. ovata ou O. mascarenensis sont capables de produire des analogues de la toxine palytoxine telles les ovatoxines,, ostréocines et mascarentoxines. La palytoxine a d'abord été identifiée dans les cnidaires de l'espèce Palythoa toxica mais il est probable que ce soit les Ostreopsis qui synthétisent la toxine et « contaminent » les tissus des cnidaires par symbiose. Les palytoxines sont de grosses molécules non peptidiques de structure chimique complexe formée de longues chaînes de type polyether et ayant à la fois des domaines lipophiles et des domaines hydrophiles. Ce sont de puissants vasoconstricteurs pouvant être mortels notamment lorsqu'ils sont ingérés. Elles peuvent aussi causer des toxicités graves après exposition par contact sur la peau ou les yeux directement dans l'eau ou par aérosolisation des algues Ostreopsis lors de leurs proliférations.

## Proliférations remarquables
Sous certaines conditions, les dinoflagellés peuvent fortement proliférer et présenter des risques sanitaires. Ces proliférations peuvent dans certains cas abaisser la concentration en oxygène de l'eau et même obstruer les branchies des organismes filtreurs. En 2006, une forte prolifération d'algues Ostreopsis au large de Sant Andreu de Llavaneres, dans le nord-est de l'Espagne, a été décrite comme « une couche de mucilage brunâtre, épaisse et visible recouvrant les macroalgues benthiques ».
Les algues du genre Ostreopsis ont été impliquées dans diverses épidémies de problèmes sanitaires dans les pays du nord de la Mer Méditerranée (Grèce, Italie, Espagne).  Durant l'été 2005, sur la côte ligurienne, l'espèce Ostreopsis ovata a été impliquée dans à peu près 200 cas de personnes ayant nécessité des soins médicaux à la suite de la survenue de symptômes tels que des rhinorrhées, des fièvres, de la toux, des Conjonctivites et des problèmes respiratoires plus légers. Ces symptômes résultaient d'aérosols contenant ces dinoflagellés, arrachés de la surface des eaux par le vent et transporté jusqu'aux personnes,.
La toxicité des Ostreopsis touchent aussi les animaux. En 2004, la Nouvelle-Zélande a connu une grande mortalité de l'espèce d'oursins Evechinus chloroticus à la suite d'une prolifération massive O. siamensis,.
Depuis 2021, des proliférations de microalgues Ostreopsis ont provoqué près de 900 intoxications sur la côte basque, selon l’Agence nationale de sécurité sanitaire de l’alimentation, de l’environnement et du travail (Anses) qui publie, le 20 juin 2023 un avis relatif aux risques pour la santé humaine liés aux proliférations de cette algue.

## Liste d'espèces
Selon World Register of Marine Species (29 novembre 2016), :
- Ostreopsis belizeana M. A. Faust, 1999
- Ostreopsis caribbeana M. A. Faust, 1999
- Ostreopsis fattorussoi Accoroni, Romagnoli & Totti, 2016
- Ostreopsis heptagona D. R. Norris, J. W. Bomber & Balech, 1985
- Ostreopsis labens M. A. Faust & S. L. Morton, 1995
- Ostreopsis lenticularis Y. Fukuyo, 1981
- Ostreopsis marina M. A. Faust, 1999
- Ostreopsis mascarenensis J. P. Quod, 1994
- Ostreopsis ovata Fukuyo, 1981
- Ostreopsis rhodesiae Verma, Hoppenrath & S. A. Murray, 2016
- Ostreopsis siamensis Johs. Schmidt, 1901

L'espèce Ostreopsis monotis décrite par Lindemann comme faisant partie du genre Ostreopsis est désormais classifiée en tant que Coolia monotis comme dans la description originale de Meunier,.